# Latarnia morska Guile Point East
Latarnia morska Guile Point East – latarnia morska znajduje się na wyspie Lindisfarne położonej u północno-wschodnich wybrzeży Anglii w hrabstwie Northumberland. Latarnia została zamontowana na jednym z dwóch zbudowanych w połowie XIX wieku kamiennych obelisków o wysokości ponad 20 metrów, wskazujących drogę do portu na wyspie. Według różnych źródeł zbudowano je albo w 1857 albo w okresie pomiędzy latami 1820 a 1840.
Latarnia została zamontowana około 1993 roku, a od 1995 roku jest administrowana przez Trinity House. Jest sterowana z Trinity House Operations Control Centre w Harwich.